# 1575 en musique classique
| \| • Retour à la chronologie générale de la musique classique • \| |
| Grèce • Rome • Haut Moyen Âge • VIIIe siècle • IXe siècle • Xe siècle • XIe siècle XIIe siècle • XIIIe siècle • XIVe siècle • XVe siècle • XVIe siècle • XVIIe siècle XVIIIe siècle • XIXe siècle • XXe siècle • XXIe siècle |
| • Retour à la chronologie générale de la musique classique • |

| Années en musique classique : 1572 - 1573 - 1574 - 1575 - 1576 - 1577 - 1578    |
| Décennies en musique classique : 1540 - 1550 - 1560 - 1570 - 1580 - 1590 - 1600 |

## Naissances
- 18 décembre : Michelagnolo Galilei, compositeur et luthiste italien, frère de Galilée († 3 janvier 1631).

Date indéterminée
- Gabriel Bataille, musicien français († 17 décembre 1630).
- Alfonso Ferrabosco II, compositeur et gambiste anglais († 1628).
- Ennemond Gaultier, luthiste et compositeur français († 11 décembre 1651).
- Léonard de Hodémont, compositeur liégeois († 1636).
- Giovanni Maria Trabaci, compositeur et organiste italien († 31 décembre 1647).

Vers 1575 :
- Vittoria Aleotti, religieuse italienne augustine, compositrice et organiste († après 1620).
- Fabio Costantini, chanteur, compositeur et éditeur de musique italien († après 1644).
- Philippe Dubois, compositeur franco-flamand († décembre 1610).
- Pietro Lappi, compositeur italien († vers 1630).
- Matheo Romero, compositeur franco-flamand († 1647).
- Johann Stadlmayr, chef d'orchestre et compositeur allemand († 1648).

1575 ou 1585 :
- Giovanni Priuli, compositeur et organiste italien († 1629).

fl. après 1575 :
- James Harding, flûtiste et compositeur anglais († janvier 1626).

## Décès
- 15 mars : Annibale Padovano, compositeur organiste italien (° 1527).
- 3 septembre : Ivo de Vento, chanteur, compositeur et organiste franco-flamand (° vers 1543-1545}.

Vers 1575 :
- Pierre Phalèse le Vieux, imprimeur, libraire et éditeur de musique flamand (° 1510).